# 榕小蜂科
榕小蜂科（學名：Agaonidae）是授粉與非授粉榕小蜂所屬的分類單元。本科物種會在榕屬的隱頭果內渡過其幼体階段。授粉物種包括Agaoninae、Kradibiinae及Tetrapusiinae這三個亞科的成員，牠們與榕樹構成互利共生的關係；而非授粉性的物種純屬寄生性。始新世和中新世的化石形式与现代形式几乎相同，这表明榕小蜂科在地质时期的进化一直保持稳定。